# アル・ウデイド空軍基地
アル・ウデイド空軍基地（アル・ウデイドくうぐんきち、アラビア語: قاعدة العديد الجوية）は、カタールのドーハ南西に位置する2つの軍事基地の1つであり、アブ・ナクラ空港（アラビア語: مطار أبو نخلة）としても知られている。

## 概要
アル・ウデイド空軍基地は首都ドーハ近郊にあり、2本の滑走路を備える。米軍は戦闘機のほか空中給油機、爆撃機などを配置しているとされる。防空システムには地対空ミサイルシステム「パトリオット」を配備している中東最大の米軍基地である。米兵1万人超が駐留しているとされ、中東戦略の前戦拠点として、イラク戦争などで使用されてきた。
カタール空軍、アメリカ空軍、イギリス空軍、および他の外国軍が駐留している。また、アメリカ中央軍前線司令部、アメリカ空軍中央軍司令部、イギリス空軍第83遠征航空群、そしてアメリカ空軍第379遠征航空団も駐留している。

## 歴史
同基地は1996年に建設され、米軍は2001年に使用を始めた。同年9月11日の米同時多発テロをきっかけとしたアフガニスタン戦争で米軍が航空機を配備した。
03年にイラク戦争が始まると、同基地は米中央軍の前方司令所として稼働し始めた。それまでに拠点を置いていたサウジアラビアでは反米感情が高まり、米軍は出て行かざるを得なくなった。移転先となったのがカタールで、過激派組織「イスラム国」（IS）の掃討作戦では出撃の拠点となった。
2025年6月のアメリカのイラン地下核施設攻撃の報復として、イラン本土から同基地に向けて14発のミサイルが発射されたが、死傷者は出なかった。